# سوشال سيركل
سوشال سيركل (بالإنجليزية: Social Circle, Georgia)‏ هي مدينة تقع في مقاطعة والتون، جورجيا، مقاطعة نيوتن، جورجيا بولاية جورجيا في الولايات المتحدة. تبلغ مساحة هذه المدينة 29.2 (كم²)، وترتفع عن سطح البحر 270 م، بلغ عدد سكانها 4262 نسمة في عام 2010 حسب إحصاء مكتب تعداد الولايات المتحدة.

## وصلات خارجية
- Cities & Counties - Georgia.gov